# Tamás Buday
Tamás Buday (Budapeste, 5 de julho de 1952) é um ex-canoísta húngaro especialista em provas de velocidade.

## Carreira
Foi vencedor das medalhas de bronze em C-2 1000 m e C-2 500 m em Montreal 1976, junto com o seu colega de equipa Oszkár Frey.